# Elektromágneses indukció
Az elektromágneses indukció olyan elektromágneses kölcsönhatás, amelynek során az időben változó mágneses tér egy vezetőkörben elektromos feszültséget indukál. A jelenség felfedezése Michael Faraday nevéhez fűződik (1831), ezért a mágneses tér időbeli változását és az indukált feszültség nagyságát megadó kvantitatív összefüggést Faraday-féle indukciós törvénynek nevezik.
Az elektromágneses indukció létrejöhet mozgási indukció (pl: dinamó) és  nyugalmi indukció (pl: transzformátor) révén is.

## Indukált feszültség
Indukált feszültségről beszélünk akkor, ha egy vezetőben az elektromágneses indukció hatására jön létre feszültség. Ez a feszültség mint neve is mutatja – előállítása szempontjából – nem azonos a galvánelemek, akkumulátorok által szolgáltatott – vegyi energiának villamos energiává történő átalakítása során nyert – feszültséggel.
Elektrotechnikai szempontból csak és kizárólag indukált feszültségről beszélünk, és nem indukált áramról. A feszültség indukálódik és a feszültségkülönbség hatására jön létre elektromos áram a zárt áramkörben.

## Mozgási indukció
A mozgási indukció során a mágneses mező és a vezető mozog egymáshoz viszonyítva. Leggyakoribb mozgásforma a forgómozgás (generátor elv), de előfordul a haladó mozgással létrehozott elektromágneses indukció is (jellemzően szemléltető eszközök esetében alkalmazzák).
Ha egy mágneses erőtérben elektromosan vezető anyag relatív elmozdulása történik, és az elmozdulásnak van a mágneses erővonalak irányára merőleges összetevője, akkor a vezetőben elektromos feszültség indukálódik. Az indukált feszültség nagysága: 
{\displaystyle U_{i}=B\cdot l\cdot v,}
ahol {\displaystyle B} a mágneses indukció nagysága (Vs/m²), {\displaystyle l} a vezető hatásos hossza (m), {\displaystyle v} a mozgatás sebessége (m/s).
Ha egy {\displaystyle B} indukciójú mágneses mezőben {\displaystyle N} menetszámú tekercset mozgatunk, akkor az indukált feszültség nagysága: 
{\displaystyle U_{i}=N\cdot B\cdot l\cdot v.}
Mozgási indukció esetében az indukált feszültség irányát a Lenz-törvény segítségével határozhatjuk meg.

## Nyugalmi indukció
A nyugalmi indukció során sem a vezető, sem a mágneses mező nem mozog. Ebben az esetben az indukciót az időben változó fluxus ({\displaystyle \Phi }) hozza létre. A nyugalmi indukció során keletkezett feszültség nagysága egymenetes tekercs (vezető) esetén: 
{\displaystyle U_{i}={\frac {d\Phi }{dt}}.}
Ha {\displaystyle N} menetű tekercsre vonatkoztatjuk,  akkor: 
{\displaystyle U_{i}=N{\frac {d\Phi }{dt}}.}

## Önindukció
Önindukció esetén a mágneses mező változása, és az elektromos mező megjelenése ugyanott történik. (Legtöbbször egy elektromágneses tekercsben.) Bekapcsoláskor az önindukció késlelteti a tekercsen átfolyó áram kialakulását, kikapcsoláskor megakadályozza a tekercs áramának azonnali megszűnését.